# Mount F.L. Smith
Mount F.L. Smith är ett berg i Antarktis. Det ligger i Östantarktis. Nya Zeeland gör anspråk på området. Toppen på Mount F.L. Smith är 2 626 meter över havet, eller 251 meter över den omgivande terrängen. Bredden vid basen är 2,0 km.
Terrängen runt Mount F.L. Smith är bergig åt sydost, men åt nordväst är den kuperad. Trakten är obefolkad. Det finns inga samhällen i närheten. 